# Сигурно копирање
Сигурно копирање (ен. Secure copy protocol или SCP) означава сигурни пренос датотека између локалних сервера и удаљеног сервера или између два удаљена сервера. Заснива се на SSH протоколу.
Термин SCP може да се односи на једну од две повезане ствари, на SCP протокол или на SCP програм.

## SCP протокол
SCP протокол је мрежни протокол, заснован на BSD (ен. Berkeley Software Distribution) RCP (ен. remote copy) протоколу, који подржава трансфер датотека међу серверима на мрежи. SCP користи SSH за размену података и користи исти механизам потврђивања, тако осигурујући аутентичност и поверљивост података у „транспорту“. Клијент шаље (ен. upload) датотеке на сервер, опционо укључујући њихове основне атрибуте (дозволе, временске ознаке). Клијент такође може са сервера да преузме (ен. download) датотеке или фасцикле (директоријуме). SCP подразумевано ради преко TCP порта. Као и RCP (ен. remote copy), нема RFC (ен. Request for Comments) који дефинише протокол.

### Како ради
Нормално клијент иницира SSH конекцију до удаљеног домаћина и захтева да SCP процес буде покренут на удаљеном серверу. Удаљени SCP процес може да оперише у једном од два мода: изворни мод, који чита фајлове (обично са диска) и враћа их назад клијенту, или понирући мод, који прихвата фајлове од клијента и пише их (обично на диск) на удаљени хост. За већину SCP клијената, изворни мод се генерално покреће са –f (енг. from) заставицом (енг. flag), док понирући мод је покренут са –т (енг. to). Ове заставице се обично интерно користе и нису документоване изван SCP изворног кода.

### Са удаљеног на удаљени
У са удаљеног-на-удаљени сигурно копирање, SCP покреце SSH конекцију да би обезбедио изворног хоста и захтевао да он, за узврат, отвори SCP конекцију са одређеном дестинацијом. (Удаљени са удаљеног мод не ради тако што отвара две SCP конекције и користи оригиналног клијента као посредног.) Важно је приметити да се SCP не може користити за удаљено копирање од извора ка дестинацији када оперише са шифрама или када се користи интерактивни мод потврђивања, јер би то открило извору податке сервера на који се шаље. Ипак је то могуће са основним кључем или GSSAPI методом које не захтевају кориснички улаз.

### Проблеми у корисцену интерактивних шел (shell) профила
SCP не очекује текстуалну комуникацију са SSH логовањем. Текст се преноси због SSH профила (нпр. echo "Welcome" у .basxrc фајлу) је приказан као порука о грешци и NULL линија (echo “”) изазива закључавање SCP-а док чека да се порука о грешци заврши.

## SCP Програм
SCP програм је софтверски алат за имплементацију SCP протокола као демон (ен. Daemon) или клијент. Тај програм је за извршавање безбедног копирања. SCP програм на серверу је типично исти као и програм на клијенту.
Вероватно најкористенији SCP програм је комадна линија scp програм, који је подржан у већини SSH имплементација. scp програм сигурносно анологан као и rcp команда. scp програм мора да буде део свих SSH сервер који желе да пружају SCP сервис, као scp функције и као SCP сервер.
Неке SSH имплементације подржавају scp2 програм који користи SFTP протокол уместо SCP-а, али пружају командну линију истог интерфејса као scp. scp је типично симболички линк до scp2.
Типично синтакса scp је слична синтакси cp</tp>.
Копирање фајла на хост:
```
scp 
SourceFile
 
user
@
host
:
directory
/
TargetFile
```

Копирање фајла са хоста:
```
scp 
user
@
host
:
directory
/
SourceFile
 
TargetFile

scp -r 
user
@
host
:
directory
/
SourceFolder
 
TargetFolder
```

Копирање фајла са хоста (копирање фајла из изворног фолдера, брисање са њега и копирање у циљни фолдер)
```
scp -u -r 
user
@
host
:
directory
/
SourceFolder
 
TargetFolder
```

Приметите ако удаљени хост користи порт другачији од порта 22, може бити спецификован у команди. На пример, копирање фајла са хоста
```
scp -P 2222 
user
@
host
:
directory
/
SourceFile
 
TargetFile
```

Како SCP протокол имплементира само пренос фајлова, GUI SCP клијенти су ретки, и за имплементацију траже додатне функционалности (најмање листинг фолдера). На пример WinSCP је подразумевано SFTP протокол. Чак и када ради у SCP моду, клијенти слични WinSCP-у типично нису слични SCP клијенти, већина њих користи остале начине да имплементира дадатну функционалност (слично ls команди). То заузврат доноси проблем платформске зависности.
Свеобухватни алати за управљање датотекама преко SSH су SFTP клијенти.